# Пържолки
Пържолки, още игра на пържолки, е детска игра с пляскане, чиято цел е да се ударят ръцете на противника. Играта упражнява уменията за ловкостта и координацията и е популярна сред децата.
На други езици, играта е известна като „червени ръце“, „горещи ръце“, „червен домат“ (Северна Британия), „шамар на папата“, „тенис“, „пиле“ или просто „игра с пляскане/шамаросване на ръката“.

## Правила на игра
Двама играчи застават един срещу друг, на близко разстояние. Ръцете им са свити под прав ъгъл в лактите, като единия играч е с обърнати длани нагоре (наречен „биещият“), а другият – с длани надолу върху тези на противника. Съществува и вариант при който биещият е с обърнатите длани надолу. При започването на играта двамата опират дланите си една до друга, като извършват бавни движения напред-назад. Биещият избира момент, в който рязко обръща ръцете си и се опитва да плесне противника по ръцете, т.е. да му направи „пържолка“. Играча, който се защитава, се старае да дръпне ръцете си, преди да е ударен. Ако избегне удара, той заема ролята на „биещият“.